# Wilhelm Pfuhl (Architekt)
Wilhelm Pfuhl (* 28. März 1894 in Frankenberg; † 2. Juni 1943 in Berlin) war ein deutscher Architekt der Moderne, der vorwiegend in Südhessen tätig war.

## Leben
Wilhelm Pfuhl wurde am 28. März 1894 in Frankenberg geboren. Nach seinem Schulabschluss studierte er Architektur und erwarb zunächst den akademischen Grad eines Diplom-Ingenieurs. Anschließend absolvierte der den Vorbereitungsdienst für eine Tätigkeit als Baubeamter und wurde nach dem abschließenden Staatsexamen zum Regierungsbaumeister (Assessor in der öffentlichen Bauverwaltung) ernannt. Er war aber anscheinend nur kurz im Staatsdienst tätig und ließ sich dann als Architekt in Darmstadt nieder. 1929 heiratete er Marie Flöring (1896–1987), die Tochter des evangelischen Theologen und Pfarrers Friedrich Flöring; die Ehe wurde jedoch bereits vor 1935 wieder geschieden. Pfuhl starb am 2. Juni 1943 in Berlin.

## Bauten und Entwürfe
- 1922–1923: Gustav-Adolf-Kirche in Heusenstamm[4]
- 1927: Wohnhaus Kekuléstraße 5 in Darmstadt[5]
- 1928–1929: Gustav-Adolf-Kirche in (Rödermark-)Ober-Roden[6]

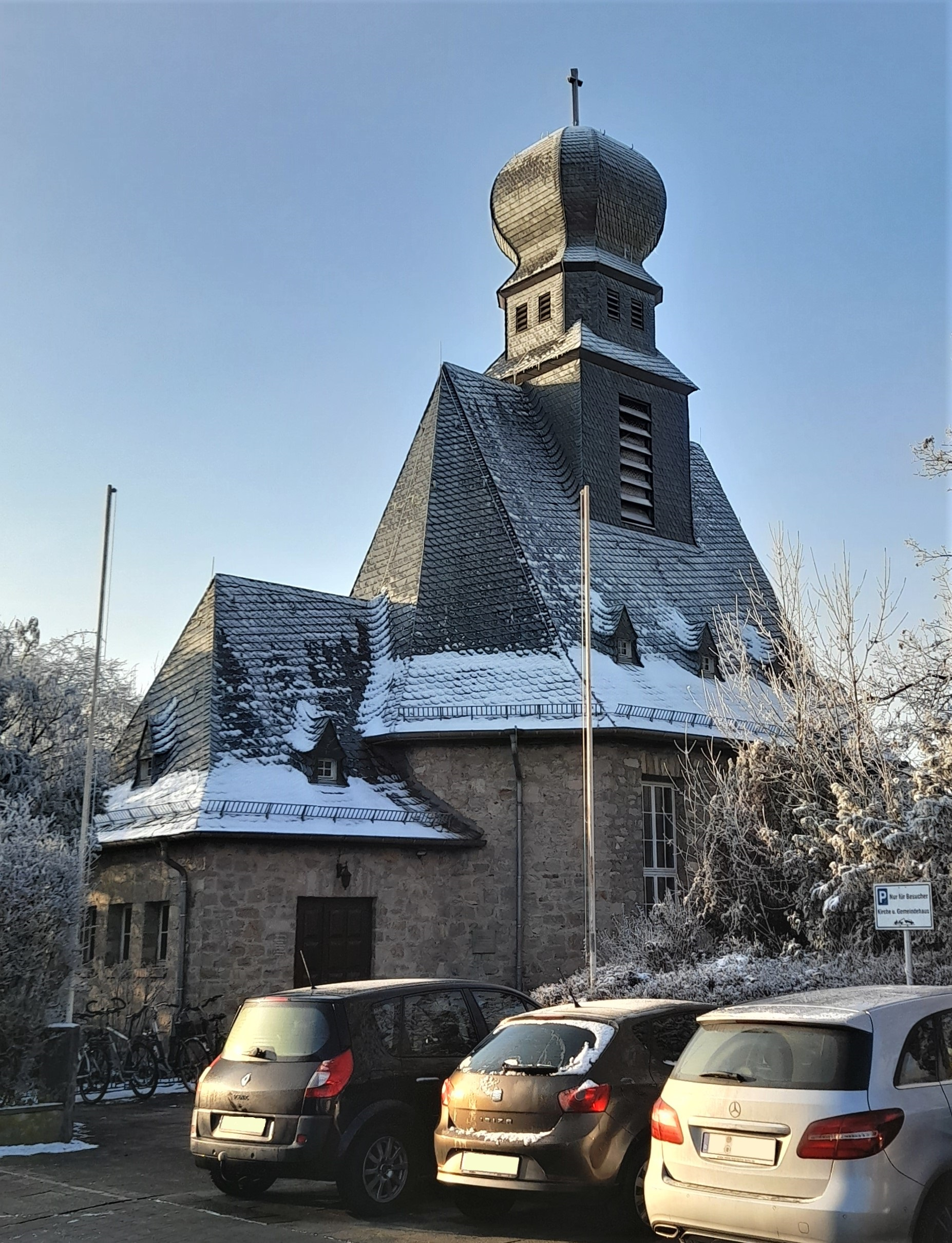
Gustav-Adolf-Kirche in Heusenstamm
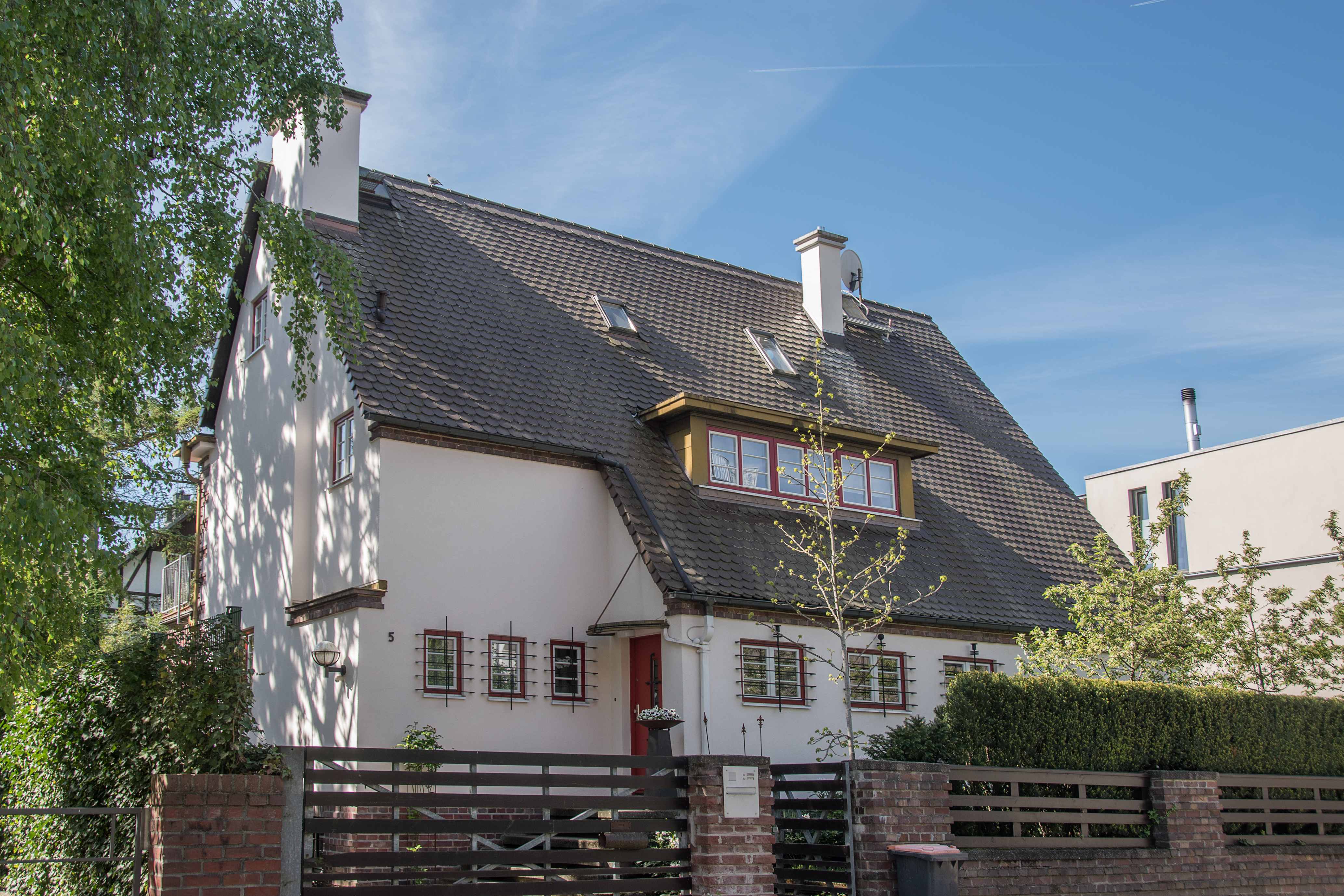
Wohnhaus Kekuléstraße 5 in Darmstadt
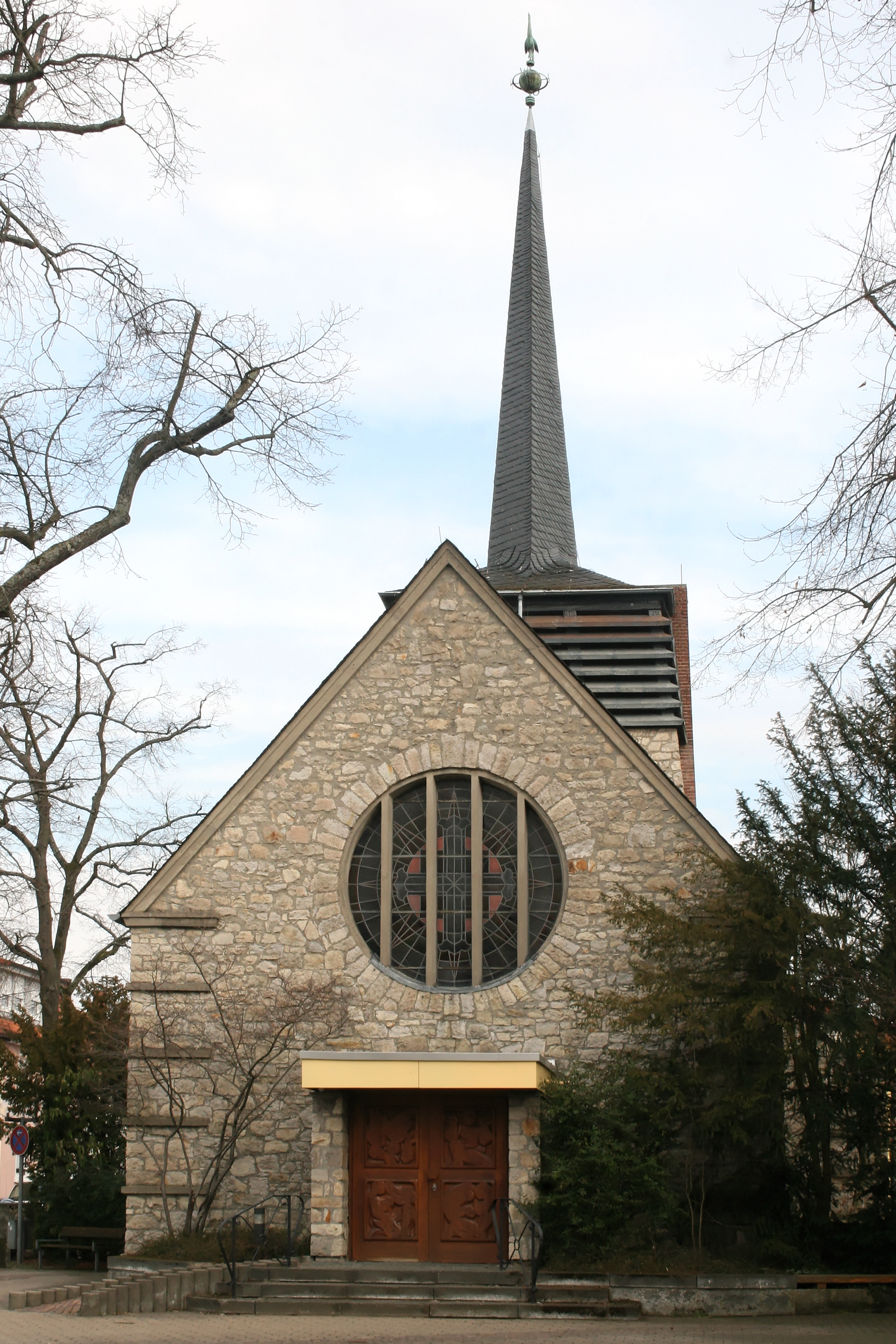
Gustav-Adolf-Kirche in Ober-Roden